# タートル岡部
タートル岡部（タートルおかべ、1949年6月18日 - ）は、日本の元プロボクサー。本名、岡部 義光（おかべ よしみつ）。福島県出身。日本ジュニアミドル級およびミドル級王座を制した日本タイトル2階級制覇者。笹崎ジムに所属していた。
元大関・清國の妹と結婚し2男をもうけた。長男は元十両・玉ノ国、次男は元関脇・玉乃島である。

## 来歴
1967年5月10日、プロデビュー。1971年2月24日、カシアス内藤の王座返上により空位となった日本ミドル級タイトルを星野哲雄と争い、判定勝ちで王座を獲得した。同年4月19日、ジョージ・カーターに判定負けを喫し初防衛に失敗した。
1972年12月18日には、輪島功一（在位当時は輪島公一）の返上により空位となった日本ジュニアミドル級王座決定戦で堀畑道弘に5回KO勝ちを収め、日本タイトル2階級制覇に成功した。翌1973年4月4日、加島雷三との初防衛戦で判定負け。3か月後の再戦でも判定で敗れ、いずれの階級でも初防衛を果たすことはできなかった。

## 通算戦績
41戦21勝（8KO）16敗4引分け

## 獲得タイトル
- 第6代日本ジュニアミドル級王座（防衛0度）
- 第23代日本ミドル級王座（防衛0度）